# Xavier Lozoya Legorreta
Xavier Lozoya Legorreta fue un científico mexicano, médico, especialista en el desarrollo de productos para la salud a partir de plantas medicinales.
Falleció el 9 de noviembre de 2022 de un paro cardíaco.

## Biografía
Nació en la Ciudad de México en 1945, hijo de Jesús Lozoya Solís (1910-1983) y María Legorreta López-Valdés (1916-2007). Cursó sus estudios básicos en la misma Ciudad de México, en el Colegio Williams y en la Escuela Nacional Preparatoria No.1 de la UNAM. En 1960 obtuvo una beca para realizar sus estudios profesionales de medicina en la ex Unión Soviética, en la Facultad de Medicina de la Universidad de la Amistad de los Pueblos Patricio Lumumba, en la ciudad de Moscú. Aprovechando los novedosos programas de esa época para la formación de científicos cursó simultáneamente la licenciatura en medicina y el programa de Maestría en Ciencias Fisiológicas. En 1968 publicó sus primeros estudios sobre neurofisiología del sueño y farmacología de sedantes e hipnóticos. 
A su regreso en México, se incorporó en 1970 como investigador a la Unidad de Investigación en Neurofisiología del Instituto Mexicano del Seguro Social (IMSS) en el Centro Médico Nacional de la Ciudad de México. Sus publicaciones de ese período comprenden estudios sobre neurofisiología del sueño y sus primeras investigaciones farmacológicas sobre productos naturales sedantes provenientes de plantas medicinales autóctonas de México.
En 1975, por invitación del Presidente de la República (1970-1976), Lic. Luis Echeverría Álvarez, funda y organiza el Instituto Mexicano para el Estudio de las Plantas Medicinales (IMEPLAN 1975-1980) con el propósito de integrar un grupo de científicos que desarrollase investigaciones multidisciplinarias de antropología médica, de etno-botánica, fitoquímica y farmacología experimental, que fundamentaran científicamente la utilización de plantas medicinales provenientes de la Medicina Tradicional Indígena Mexicana y con ello allanar el camino a su incorporación como medicamentos en la medicina moderna de México.
En 1980, los laboratorios y parte del personal del IMEPLAN fueron incorporados al Instituto Mexicano del Seguros Social (IMSS) creándose un nuevo grupo bajo el nombre de Unidad de Investigación en Medicina Tradicional y Plantas Medicinales, bajo la dirección del Dr. Lozoya, con el propósito de  apoyar al Programa Gubernamental de Vinculación de la Medicina Tradicional Herbolaria con la Medicina Institucional del Programa IMSS/COPLAMAR y continuar impulsando la investigación experimental químico-farmacológica de la herbolaria nacional para la producción de medicamentos en el IMSS. En este período se publicaron la mayor parte de los estudios etno-botánicos modernos sobre plantas medicinales mexicanas, se creó el Herbario Medicinal IMSS y se iniciaron los estudios fitoquímicos y farmacológicos básicos de algunas especies medicinales autóctonas.
En el año de 1985 y como consecuencia del terremoto que afectó a la Ciudad de México y destruyó el Centro Médico Nacional del IMSS, el Dr. Lozoya traslado el Centro de Investigación de Plantas Medicinales y Desarrollo de Medicamentos del mismo instituto a Xochitepec, poblado aledaño al valle de México en el Estado de Morelos. Este nuevo centro de investigación permitió alojar a un número mayor de jóvenes investigadores y de estudiantes de postgrado que se  integraron a la institución después de haber cursado la Maestría en Investigación de Plantas Medicinales creada por el Dr. Lozoya en colaboración con la Facultad de Medicina de la Universidad Autónoma de Morelos.
De 1985 a 1991, el Dr. Lozoya fungió como director del mencionado Centro de Investigación en Xochitepec, publicando un amplio número de estudios químicos y farmacológicos sobre las propiedades de las plantas medicinales más frecuentemente utilizadas por la Medicina Tradicional Indígena, sentando las bases metodológicas para el desarrollo de medicamentos nacionales de origen natural.
En 1991 fue nombrado Jefe de Investigación Biomédica de la Coordinación de Investigación del IMSS, creada en el nuevo Centro Médico Nacional Siglo XXI, ubicado en la Ciudad de México. Durante este período promueve la investigación de productos naturales en los diversos centros de investigación de la institución y publica  varios libros sobre la historia de la herbolaria medicinal mexicana y sobre la metodología para el desarrollo de los fitomedicamentos a partir de plantas medicinales locales. En esta época se inicia, también, su participación en varias sociedades científicas y organizaciones internacionales de plantas medicinales y fitomedicamentos de China, India, Europa y EUA.
En 1993 recibió el Premio Nacional de Farmacología “Martín de la Cruz” que le otorgó el Consejo Nacional de Salubridad del Gobierno Mexicano en reconocimiento a sus numerosas investigaciones sobre la flora medicinal. En 1994 fue nombrado Miembro del Comité de Expertos de Plantas Medicinales de la Organización Mundial de la Salud (OMS) como reconocimiento internacional a su trayectoria como especialista de la flora medicinal de América, cargo honorario que ejerció hasta 2000 participando en las comisiones que diseñaron la Normatividad y Reglamentación Internacional de la OMS sobre fitomedicamentos y sobre el control de calidad de los productos farmacéuticos a base de plantas.
En el año 2000 fundó en el Centro Médico Nacional Siglo XXI del IMSS, la Unidad de Desarrollo Tecnológico de Fitomedicamentos, en donde formó un nuevo grupo de especialistas en el diseño y evaluación clínica de este tipo de productos. Entre 2000 y 2007, este grupo desarrolló las primeras patentes de fitomedicamentos del IMSS a partir de plantas mexicanas.
Durante todo ese tiempo combinó sus actividades de investigador con las de profesor invitado en la Universidad de Berkeley en California (EUA) y en la Universidad de Ottawa (Canadá) dictando cursos sobre Metodología de la Investigación de Plantas Medicinales y Fitomedicamentos. También promovió su visión académico-científica de la investigación de las plantas medicinales en Congresos de Universidades y Centros de Investigación de Chile, Cuba, Colombia, Guatemala, Panamá, España y Argentina. Ha sido miembro de numerosas Academias y Organizaciones Científicas Internacionales sobre Plantas Medicinales y Miembro del Sistema Nacional de Investigadores (SNI) de México durante 25 años. En los laboratorios de investigación del Dr. Lozoya se han formado dos generaciones de investigadores mexicanos y, algunos latinoamericanos, sobre plantas medicinales y fitomedicamentos.
Ha publicado con sus colaboradores más de 200 trabajos  originales de investigación de plantas medicinales en diversas revistas nacionales y extranjeras y es autor de 25 libros sobre diversos temas, que comprenden: la historia de la herbolaria medicinal de México; ensayos sobre el inconexo papel de la ciencia en el desarrollo del país; la importancia de la medicina tradicional indígena en la construcción de un nuevo paradigma científico-médico y diversos textos sobre metodología de la investigación de plantas medicinales, entre otros. 
En 2005 se jubiló del IMSS después de 35 años de servicios. De 2006 a  2012 fungió como Director del Centro de Innovación y Desarrollo Tecnológico  (CIDET) de la empresa mexicana Genomma Lab Internacional que lanzó al mercado el primer fitomedicamento mexicano (QG5) diseñado a partir del extracto de hojas de Psidium guajava, útil para combatir la colitis y diversos trastornos gastrointestinales. 
A partir de 2013, el Dr. Lozoya ha creado, en la Ciudad de México, su propio Centro de Investigación/Empresa, denominado Phytomedicamenta S.A. de C.V. en el cual ha reunido a un selecto grupo de especialistas para el diseño y desarrollo farmacéutico de nuevos productos obtenidos de plantas medicinales. Phytomedicamenta es un novedoso centro de investigación-empresa, dirigido por científicos, que ofrece tanto, servicios de consultoría en desarrollo tecnológico de fitomedicamentos, como la transferencia tecnológica de sus propias patentes a las empresas de los sectores farmacéutico y alimenticio, promoviendo y utilizando la tecnología de punta de nivel internacional en el campo de los productos naturales.